# حقل الفكة
حقل الفكة ويسمى أيضا في المصادر الغربية جبل الفكة هو حقل نفطي يقع في جنوب العراق في محافظة ميسان قرب الحدود العراقية الإيرانية على بعد حوالي 500 متر وهو من الحقول المشتركة بين محافظة ميسان العراقية وبين محافظة خوزستان الإيرانية وينقسم إلى حقلين هما حقل الفكة الجنوبي وحقل الفكة الشمالي.
بدأ الإنتاج الفعلي للحقل عام 1979 وهو ينتج (50000 برميل في اليوم) قبل الحرب في عام 2003 ويحتوي على مخزون نفطي يقارب (1.5-2.5) مليار برميل حسب توقعات وزارة النفط العراقية.ويضم الحقل 23 بئراً.

## أحداث
شهد الحقل إبان الحرب العراقية الإيرانية أعنف المعارك حيث تقاتل عليه الطرفان بشدة لكن القوات الإيرانية لم تتمكن من الاستيلاء عليه بسبب قوة الدفاعات العراقية وقد ضحى الكثير من أفراد الجيش العراقي بأرواحهم دفاعآ عنه وقد نجحوا في إبقائه عراقيآ.[بحاجة لمصدر]
في يوم 18/12/2009 عبرت قوة إيرانية الحدود العراقية واستولت على بئر رقم 4 من سلسلة هذه الحقول وانزلت العلم العراقي المرفوع فوق البئر وعلقت مكانه العلم الإيراني، واستمر الخلاف بين البلدين بسبب هذا الموضوع وفضلت الحكومة العراقية الحل بالطرق الدبلوماسية، بعد المفاوضات التي استمرت ما يقارب شهر انسحبت القوات الإيرانية من الحقل في يوم 21/1/2010 وعاد الحقل إلى العراق.[بحاجة لمصدر]
و قد تشكلت لجنة عراقية إيرانية لإعادة رسم الحدود الجنوبية من كلا البلدين لانهاء الخلاف على الحدود منذ اتفاقية الجزائر المبرمة بين البلدين سنة 1975 في وقت نظام صدام حسين في العراق والشاه في إيران.[بحاجة لمصدر]

## استثمار الحقل
احيل الحقل مع حقول أبو غرب والبزركان على ائتلاف شركات (سينوك الصينية وشركة النفط الوطنية التركية ضمن جولة التراخيص النفطية وذلك لرفع إنتاج الحقل واستثماره، وتتابع أعمال هذه الشركات هيأة تشغيل حقل البزركان التابعة لشركة نفط ميسان